# Helmuts Balderis
Helmuts Balderis-Sildedzis (* 31. července 1952) je bývalý lotyšský lední hokejista, který většinu své kariéry odehrál za dob Sovětského svazu a úspěšně reprezentoval v sovětském týmu. Později působil jako hokejový trenér. Je členem Síně slávy Mezinárodní hokejové federace.

## Hráčská kariéra

### Klubová kariéra
Hrával v sovětské lize nejdéle v týmu Dinamo Riga. V roce 1977 odešel do Moskvy a tři roky působil v místním CSKA, který patřil ke špici sovětské ligy. S týmem se třikrát stal sovětským mistrem. V letech 1980 až 1985 opět nastupoval za Dinamo Riga. V letech 1977 a 1983 se stal nejlepším střelcem sovětské ligy a v roce 1977 byl také vyhlášen nejlepším hráčem. Celkově v sovětské lize nastřílel 333 gólů. V roce 1985 ukončil aktivní kariéru a začal trénovat v Japonsku. O čtyři roky později, když sovětští hráči dostali možnost hrát v National Hockey League, byl draftován týmem Minnesota North Stars. Ve 36 letech se stal nejstarším draftovaným hráčem. Za Minnesotu nastupoval v sezóně 1989/1990, výrazněji se ale neprosadil. Jeho bilance byla 26 utkání, 3 góly a 6 asistencí. Ve 37 letech se stal také nejstarším hráčem NHL, který vstřelil svůj premiérový gól. Po této sezóně podruhé ukončil kariéru. Opět se k hokeji vrátil v roce 1992 poté, co Lotyšsko získalo nezávislost. Především chtěl podpořit národní tým, ale nastupoval také v lotyšské lize za týmy HK Riga, Latvijas Zelts a Essamika Ogre.

### Reprezentace
Na konci sedmdesátých let patřil do základu sovětské reprezentace. Získal s ní třikrát titul mistra světa, stříbro i bronz na mistrovství světa a na Zimních olympijských hrách 1980 vybojoval stříbrné medaile, když sovětský tým překvapivě podlehl americké reprezentaci. Po návratu do Rigy byl nominován na jediný velký turnaj – mistrovství světa 1983, nominace na Zimní olympijské hry 1984 mu unikla. V roce 1992, poté co obnovil svou kariéru, odehrál několik utkání za lotyšskou reprezentaci. Byl jejím kapitánem a vstřelil dva góly.

## Trenérská kariéra
Ve druhé polovině osmdesátých let působil jako trenér v Japonsku. Později vedl lotyšskou reprezentaci v C- a B-skupině mistrovství světa a působil u ní jako generální manažer.

## Úspěchy a ocenění
Týmové
- mistr světa v letech 1978, 1979 a 1983, stříbro v roce 1976, bronz v roce 1977
- stříbrná olympijská medaile ze Zimních olympijských her 1980
- 3 místo na Kanadském poháru 1976
- mistr sovětské ligy v letech 1978, 1979, 1980

Individuální
- nejlepší střelec sovětské ligy 1977, 1983
- hráč roku sovětské ligy 1977
- nejlepší útočník mistrovství světa 1977
- člen All-star týmu mistrovství světa 1977
- nejlepší střelec lotyšské ligy 1992
- člen Síň slávy Mezinárodní hokejové federace do roku 1998

## Klubové statistiky
| Sezona             | Klub                  | Soutěž             | Základní část | Základní část | Základní část | Základní část | Základní část |
| Sezona             | Klub                  | Soutěž             | Z             | G             | A             | B             | TM            |
| ------------------ | --------------------- | ------------------ | ------------- | ------------- | ------------- | ------------- | ------------- |
| 1967–68            | Dinamo Riga           | SSSR II            |               |               |               |               |               |
| 1968–69            | Dynamo Riga           | SSSR III           |               |               |               |               |               |
| 1969–70            | Dynamo Riga           | SSSR III           |               | 12            | 12            | 24            |               |
| 1970–71            | Dynamo Riga           | SSSR II            |               | 10            | 10            | 20            |               |
| 1971–72            | Dynamo Riga           | SSSR II            |               | 14            | 9             | 23            |               |
| 1972–73            | Dynamo Riga           | SSSR II            |               | 27            | 15            | 42            |               |
| 1973–74            | Dynamo Riga           | SSSR               | 24            | 9             | 6             | 15            | 13            |
| 1974–75            | Dynamo Riga           | SSSR               | 36            | 34            | 14            | 48            | 20            |
| 1975–76            | Dynamo Riga           | SSSR               | 36            | 31            | 14            | 45            | 18            |
| 1976–77            | Dynamo Riga           | SSSR               | 35            | 40            | 23            | 63            | 57            |
| 1977–78            | HC CSKA Moskva        | SSSR               | 36            | 17            | 17            | 34            | 30            |
| 1978–79            | HC CSKA Moskva        | SSSR               | 41            | 24            | 24            | 48            | 53            |
| 1979–80            | HC CSKA Moskva        | SSSR               | 42            | 26            | 35            | 61            | 21            |
| 1980–81            | Dynamo Riga           | SSSR               | 44            | 26            | 24            | 50            | 28            |
| 1981–82            | Dynamo Riga           | SSSR               | 50            | 39            | 24            | 63            | 50            |
| 1982–83            | Dynamo Riga           | SSSR               | 40            | 32            | 31            | 63            | 39            |
| 1983–84            | Dynamo Riga           | SSSR               | 39            | 24            | 15            | 39            | 18            |
| 1984–85            | Dynamo Riga           | SSSR               | 39            | 31            | 20            | 51            | 52            |
| 1989–90            | Minnesota North Stars | NHL                | 26            | 3             | 6             | 9             | 2             |
| 1991–92            | HK Rīga               | Lotyšsko           | 7             | 23            | 18            | 41            | 27            |
| 1992–93            | Latvijas Zelts        | Lotyšsko           | 22            | 76            | 66            | 142           | 16            |
| 1994–95            | Essamika Ogre         | Lotyšsko           | 1             | 0             | 1             | 1             | 0             |
| 1995–96            | Essamika Ogre         | Lotyšsko           | 30            | 18            | 36            | 54            | 12            |
| Sovět. liga celkem | Sovět. liga celkem    | Sovět. liga celkem | 426           | 333           | 247           | 580           | 399           |
| NHL celkem         | NHL celkem            | NHL celkem         | 26            | 3             | 6             | 9             | 2             |